# Умещ
Умещ (пол. Umieszcz) — село в Польщі, у гміні Тарновець Ясельського повіту Підкарпатського воєводства.
Населення — 651 особа (2011).
У 1975-1998 роках село належало до Кросненського воєводства.

## Демографія
Демографічна структура станом на 31 березня 2011 року:
|          | Загалом | Допрацездатний вік | Працездатний вік | Постпрацездатний вік |
| -------- | ------- | ------------------ | ---------------- | -------------------- |
| Чоловіки | 313     | 72                 | 211              | 30                   |
| Жінки    | 338     | 78                 | 195              | 65                   |
| Разом    | 651     | 150                | 406              | 95                   |